# 2012年夏季奧林匹克運動會賽事焦點
2012年夏季奧林匹克運動會賽事焦點列出2012年倫敦奥运會舉辦期間（包括開幕式前的賽事）的所有賽事項目的焦點。比賽日期以當地時間（UTC+1）作準，當中內容的第一天是指開幕式後的第一天比賽日。

## 開幕式前

### 開幕式前两天（7月25日）
- 足球：倫敦奧運的女子足球項目正式展開，東道主英國憑後衛斯蒂芬妮·修顿的入球以1-0戰勝新西蘭，旗開得勝。

### 開幕式前一天（7月26日）
- 足球：在男子組分組賽中，西班牙爆冷以0-1不敵日本[1]。

## 開幕式（7月27日）
- 2012年夏季奧林匹克運動會開幕式
- 射箭：南韓的林东贤在男子個人項目的排名賽以总成绩699环排名首位，打破了由他自己所保持的世界纪录，並同時创下了新的奥运纪录[2]。

## 開幕式後

### 第一日 (7月28日)
- 射擊：中國的易思玲在女子10米氣步槍以总成绩502.9环贏得本屆奧運的首面金牌[3]。
- 射擊：南韓的秦钟午在男子10米气手枪决赛获得100.2分，以总分688.2分摘取了金牌，成为第一位连续两届奥运会都拿下金牌的南韓选手[4]。
- 游泳：男子400米自由泳預賽，世界錦標賽冠軍兼上屆奧運金牌得主，來自南韓的朴泰桓因犯规被取消成绩[5]，但賽後推翻判決，順利晉身決賽[6]。
- 自由車：哈萨克的维罗库诺夫在男子公路賽摘金。
- 射箭：三屆金牌得主南韓於男子團體賽四強爆冷被美國淘汰出局，僅能取得一面銅牌[7]。
- 射箭：男子團體決賽，意大利以219-218一分險勝淘汰南韓的美國，贏得該國在本屆奧運中的第一面金牌。
- 網球：2011年法網女單冠軍李娜於女子個人初賽不敵斯洛伐克的[8]。
- 舉重：女子48公斤級決賽，中國的王明娟以總成績205公斤贏得金牌[9]。
- 柔道：俄羅斯的阿尔森·加尔斯强於男子60公斤級別決賽僅以41秒擊敗日本對手，為俄國取得今屆奧運的第一金[10]。
- 擊劍：三屆奧運金牌得主，意大利的瓦伦蒂娜·韦扎利在女子個人花劍四強賽不敵同胞阿里安娜·安瑞格，無緣四度稱霸，最終意大利包辦金銀銅牌三面獎牌。
- 游泳：在男子400米混合泳以4分05秒18贏得金牌為美國奪得首面金牌，上屆奧運的八金得主菲比斯僅以第四名完成賽事[11]。
- 游泳：男子400米自由泳決賽，中國的孫楊以破奧運紀錄的3分40秒07力壓上屆賽事的金牌得主朴泰桓，贏得中國歷史性首面男子奧運游泳項目的金牌[12]。
- 游泳：中國的叶诗文在女子400米混合泳決賽以4分28秒43的成績拿下金牌，並把世界紀錄提前近1秒，是國際泳聯在2011年禁止泳手穿著緊身的「鯊魚衣」後首個於奧運會打破的世界紀錄[13]。
- 划船：男子雙人單槳無舵手划船預賽，紐西蘭選手哈米什·邦德及埃里克·默里創出6分8秒50佳績，比維持10年的世界最佳時間將近快了6秒[14]。

| 金牌得主 | 金牌得主              | 金牌得主 | 金牌得主 | 金牌得主 | 金牌得主 |
| 運動     | 項目                  | 得主 | 國家     | 注釋     |          |
| -------- | --------------------- | --- | -------- | -------- | -------- |
| 射擊     | 女子10米空氣步槍      | 易思玲 | 中国     | [ 15 ]   |          |
| 單車     | 男子公路單車          | 亞歷山大·維諾庫羅夫                                                                                         |          | [ 16 ]   |          |
| 射擊     | 男子10米空氣手槍      | 秦钟午 | 韩国     | [ 17 ]   |          |
| 舉重     | 女子48公斤級          | 王明娟 | 中国     | [ 9 ]    |          |
| 柔道     | 女子48公斤級          | 萨拉赫·梅内泽斯                                                                                             | 巴西     | [ 18 ]   |          |
| 柔道     | 男子60公斤級          | 阿尔森·加尔斯强                                                                                             | 俄罗斯   | [ 10 ]   |          |
| 射箭     | 男子團體              | 毛羅·內斯波利，馬爾科·加利亞佐，米凯莱·弗兰吉利                                                             | 意大利   | [ 19 ]   |          |
| 游泳     | 男子400米混合泳       | | 美国     | [ 11 ]   |          |
| 劍擊     | 女子個人花劍          | 埃莉萨·迪弗朗西丝卡                                                                                         | 意大利   | [ 20 ]   |          |
| 游泳     | 男子400米自由泳       | 孙杨 | 中国     | [ 12 ]   |          |
| 游泳     | 女子400米混合泳       | 叶诗文 | 中国     | [ 13 ]   |          |
| 游泳     | 女子4×100米自由泳接力 | 艾莉西亞·古特絲，凱特·坎貝爾， 布里塔妮·埃尔姆斯利，梅拉妮·施倫格 埃米莉·西博姆，約蘭·庫克拉，莉比·特里克特 |          | [ 21 ]   |          |

### 第二日 (7月29日)
- 單車：女子公路單車賽，荷蘭車手玛丽安娜·沃斯奪得金牌，繼京奧女子記分賽後連續兩屆奧運奪金[22]。
- 舉重：女子53公斤級資格賽，賽前被視為金牌大熱的周俊三次試舉失敗，未能晉入決賽[23]。
- 射擊：女子10米氣手槍決賽，中國的郭文珺在最後一發反超法國對手贝维勒，成為奧運史上首位衛冕該項目金牌的選手[24]。
- 射擊：美國的金伯莉·罗德於女子定向飛靶賽中，打中100發中的99發，這成績不但令她贏得金牌，更创造奥运会纪录且平世界纪录[25]。
- 柔道：北韓的安琴爱在女子52公斤級決賽憑加時擊敗來自古巴的雅内特-贝莫，在上屆賽事中，前者取得銀牌。
- 籃球：男子籃球賽於本日展開，被稱為「夢十隊」的美國以98-71輕取法國。
- 跳水：女子双人3米板决赛，中国选手吴敏霞及何姿以絕對优势遥遥领先其他對手，最终以总成绩346.20分夺得金牌，是中國隊在倫奧首面跳水金牌，而吴敏霞更成為首位連續三屆奧運奪得跳水金牌的中國選手[26]。
- 射箭：女子團體決賽，南韓以一環之差擊敗中國，自漢城奧運加入團體射箭賽後第七度封王。
- 游泳：美國的在女子100米蝶泳決賽以破世界紀錄的55秒98拿下金牌[27]。
- 游泳：男子100米蛙泳決賽，雅典奧運及北京奧運金牌得主，日本的北島康介爭奪三連冠失敗，金牌由南非的贏得。
- 游泳：男子4×100米自由泳接力賽，法國的厄尼爾在最後50米超越一直領先的美國，摘下金牌。
- 水球：男子水球賽展開，衛冕冠軍匈牙利出師不利，於分組賽首場賽事以10-14不敵塞爾維亞。
- 足球：繼負於日本後，西班牙於男子足球分組賽再度滑鐵盧，他們在次仗0-1敗給洪都拉斯，兩戰全敗，意外地於分組賽出局[28]。

| 金牌得主 | 金牌得主              | 金牌得主                                                          | 金牌得主 | 金牌得主 |
| 運動     | 項目                  | 得主                                                              | 國家     | 注釋     |
| -------- | --------------------- | ----------------------------------------------------------------- | -------- | -------- |
| 射擊     | 女子10米空氣手槍      | 郭文珺                                                            | 中国     | [ 24 ]   |
| 單車     | 女子公路單車          | 玛丽安娜·沃斯                                                     | 荷兰     | [ 22 ]   |
| 射擊     | 女子定向飛靶          | 金伯莉·罗德                                                       | 美国     |          |
| 跳水     | 女子雙人3米彈板       | 吴敏霞，何姿                                                      | 中国     |          |
| 舉重     | 女子53公斤級          | 祖尔菲亚·齐萨洛                                                   |          |          |
| 柔道     | 女子52公斤級          | 安琴爱                                                            | 朝鲜     |          |
| 柔道     | 男子66公斤級          | 拉沙·沙夫达图阿什维利                                             |          |          |
| 射箭     | 女子團體              | 奇甫倍，李成震，崔玄姝                                            | 韩国     |          |
| 舉重     | 男子56公斤級          | 欧云哲                                                            | 朝鲜     |          |
| 劍擊     | 男子個人佩劍          | 阿伦·斯拉奇                                                       | 匈牙利   |          |
| 游泳     | 女子100米蛙泳         | 达纳·沃尔默                                                       | 美国     |          |
| 游泳     | 男子100米蛙泳         | 卡梅隆·范德伯格                                                   | 南非     |          |
| 游泳     | 女子400米自由泳       | 卡米拉·莫菲特                                                     | 法国     |          |
| 游泳     | 男子4×100米自由泳接力 | 阿莫里·莱文科斯，法比恩·吉尔洛特， 克莱蒙特·勒菲特，雅尼克·艾纳尔 | 法国     |          |

### 第三日 (7月30日)
- 射擊：男子10米氣步槍，雅典奧運金牌得主朱啟南於資格賽失手，未能出線決賽，金牌最終由羅馬尼亞人阿林·莫尔多韦亚努所得[29][30]。
- 柔道：日本的松本薰在女子57公斤級別賽決賽只用了17秒使以一個「一本」力克罗马尼的亚卡普里奥柳，為日本贏得本屆奧運的第一金。
- 舉重：中國的李雪英在女子56公斤級賽事以总成绩246公斤掄元，自2004年雅典奧運贏得該小項的金牌後，中國從未在此賽事中失落金牌[31]。
- 體操：中國成功衛冕男子團體賽金牌，一直位置第二的日本則在最後的鞍馬項目中兩度失誤而痛失獎牌。銀牌和銅牌分別由東道主英國和烏克蘭取得。隨後，日本上訴得直，重獲銀牌，銅牌由英國所得，烏克蘭則與獎牌失之交臂[32]。
- 游泳：女子100米背泳決賽，美國的17歲小將蜜茜·富兰克林以58秒33的成绩折桂，為美國再添一金[33]。
- 游泳：男子200米自由泳決賽的金牌由法國的阿格内尔所得，這是他於本屆奧運會中取得的第二面金牌。銀牌則由中國的孫楊和南韓的朴泰桓並分，美國的罗切特名列第四，未能取得獎牌[34]。
- 游泳：女子200米蛙泳決賽的金牌由年僅15歲的立陶宛梅卢提特取得，美國的索尼得銀牌[35]。
- 劍擊：女子重劍半決賽，德國的海德曼在加時賽最後一秒成功刺中南韓的申雅兰，晉身決賽[36]。在決賽中，她最終不敵烏克蘭的谢娅金娜，衛冕失敗[37]。

| 金牌得主 | 金牌得主         | 金牌得主                           | 金牌得主 | 金牌得主 |
| 運動     | 項目             | 得主                               | 國家     | 注釋     |
| -------- | ---------------- | ---------------------------------- | -------- | -------- |
| 射擊     | 男子10米空氣手槍 | 阿林·莫尔多韦亚努                  | 罗马尼亚 |          |
| 跳水     | 男子雙人10米高台 | 曹缘，张雁全                       | 中国     |          |
| 舉重     | 女子58公斤級     | 李雪英                             | 中国     |          |
| 柔道     | 女子57公斤級     | 松本香里                           | 日本     |          |
| 柔道     | 男子73公斤級     | 曼苏尔·伊萨耶夫                    | 俄罗斯   |          |
| 體操     | 男子團體         | 陈一冰，冯喆，郭伟阳，张成龙，邹凯 | 中国     |          |
| 舉重     | 男子62公斤級     | 金云昆                             | 朝鲜     |          |
| 游泳     | 男子200米自由泳  | 扬尼克·阿涅尔                      | 法国     |          |
| 游泳     | 女子100米背泳    | 蜜茜·富兰克林                      | 美国     |          |
| 游泳     | 男子100米背泳    | 马修·格里夫斯                      | 美国     |          |
| 游泳     | 女子100米蛙泳    | 鲁塔·梅卢提特                      | 立陶宛   |          |
| 劍擊     | 女子個人重劍     | 亚娜·舍米亚卡纳                    | 乌克兰   |          |

### 第四日 (7月31日)
- 馬術：大熱德國順利於障碍团体赛衛冕，上屆的銀牌得主新西蘭得銅牌，銀牌由主辦國英國所有。
- 射擊：男子飛碟雙向決賽，美國的文森特·漢考克以148中的成績掄元。
- 跳水：女子雙人10米高台賽，中國的陈若琳、汪皓成功贏得金牌，前者成為奧運史上首位衛冕該小項冠軍的選手[38]。
- 獨木舟：男子C1激流回旋決賽，法國人特恩古特以97秒06的成绩折桂[39]。
- 柔道：斯洛文尼亞的左尼尔在女子63公斤級別決賽以一個「有效」小勝中國的徐麗麗，奪得該小項的金牌[40]。
- 柔道：南韓的金宰范在男子81公斤級決賽擊敗德國的比绍夫，報回上屆在決賽中被挫之仇[41]。
- 舉重：繼女子53公斤級後，哈薩克再於女子63公斤級賽事稱后，該國的迈娅·马内扎以总成绩245公斤為哈國再摘一金[42]。
- 體操：中國於女子團體賽衛冕失敗，她們以第四名完成賽事，金牌最終由美國取得[43]。
- 游泳：美國在游泳項目再下一城，該國的施密特於女子200米自由泳決賽以1:53.61的成績贏得金牌。
- 游泳：男子200米蝶泳決賽，南非的克洛斯在最後15米超越領先的菲比斯和松田丈志，贏得金牌。
- 劍擊：中國的雷聲在男子個人花劍決賽反勝埃及的阿莱尔丁·阿波尔卡西姆封王，是自首屆現代奧運加入花劍項目以來首位贏得此殊榮的亞洲人[44]。
- 游泳：數日前於女子400米混合泳打破世界紀錄的中國泳手葉詩文於200米混合泳以破奧運紀錄的2分07秒57再拿下一面金牌[45]。
- 游泳：美國在男子4×100米自由泳接力獲得金牌，美國泳手菲比斯憑這面金牌不單將自己的奧運金牌數目增至15面，而且以19面獎牌打破前蘇聯體操名將拉里莎·拉特尼娜成為奧運歷史上奪得最多獎牌的運動員。

| 金牌得主 | 金牌得主         | 金牌得主                                                                 | 金牌得主 | 金牌得主 |
| 運動     | 項目             | 得主                                                                     | 國家     | 注釋     |
| -------- | ---------------- | ------------------------------------------------------------------------ | -------- | -------- |
| 射擊     | 男子定向飛靶     | 文森特·漢考克                                                            | 美国     |          |
| 馬術     | 團體三項賽       | 彼得·汤姆森，迪尔克·施拉德，桑德拉·奥法特 米夏埃尔·容，英格丽德·克利姆克 | 德国     |          |
| 馬術     | 個人三項賽       | 米夏埃尔·容                                                              | 德国     |          |
| 跳水     | 女子雙人10米高臺 | 陳若琳，汪皓                                                             | 中国     |          |
| 輕艇     | 男子激流C1艇     | 托尼·埃斯唐盖                                                            | 法国     |          |
| 舉重     | 女子63公斤級     | 邁婭·馬內扎                                                              |          |          |

### 第五日 (8月1日)
- 羽毛球：國際羽聯指控中國的于洋、王晓理以及南韓的河贞恩和金敏贞在女雙的最後一場分組賽中消極比賽，因而可能被取消比賽資格，而她們的對手，包括南韓的郑景银、金荷娜，及印尼的格雷西娅·波利、梅利亚娜·乔哈里也受到牽連，面臨「行為不端」的指控[46]。同日，羽毛球聯會宣佈取消8人的參賽資格[47]。
- ：東道主英國於奧運會開幕後的第五天終於奪得他們本屆賽事首面的金牌，該國的海伦·格洛弗和希瑟·斯坦宁在女子雙人單槳決賽自出發後則遙遙領先，以第一名完成比賽下折桂。
- 跳水：中國的秦凯與罗玉通在男子雙人3米板決賽以17分的距離壓倒俄羅斯組合奪標，這是中國隊於本屆奧運中的第4面跳水金牌。
- 射擊：女子25米手槍決賽，南韓的金蔷薇在最後一發反勝衛冕冠軍陳穎，以總成績792.4環贏得金牌[48]。
- 柔道：法國的德科塞在女子70公斤級決賽以2個「有技」及1個「有效」戰勝德國對手，問鼎金牌[49]。
- 體操：男子個人全能賽，日本的内村航平以92.69分稱霸，德國的馬塞爾·阮後來居上，取得銀牌，銅牌得主是美國的丹內爾·萊瓦[50]。
- 乒乓球：中國的李曉霞在女子單人決賽以局數4-1力克隊友丁寧，中國因而在獎牌榜多增一金一銀[51]。
- 游泳：男子200米蛙泳決賽，匈牙利的在最後100米急起直追，以破世界紀錄的成績掄元。
- 游泳：女子200米蝶泳決賽，上屆奧運的銀牌得主焦劉洋一嚐奪金滋味，她以2分04秒06打破奧運紀錄的成績拿下金牌。
- 游泳：男子100米自由泳決賽，美國的阿德里安以百份之一秒的微弱優勢在該小項折桂。
- 游泳：美國的索尼在女子200米蛙泳半決賽以2:20.00的成績打破自己之前創立的世界紀錄。
- 舉重：中國在男子77公斤級賽包辦金、銀牌，呂小軍在以破世界紀錄的379公斤摘下金牌，其隊友陸浩杰獲得銀牌。衛冕冠軍、南韓的史载赫在第一次試舉後脱臼，因而退下火線，無法衛冕[52]。
- 劍擊：委內瑞拉的鲁文·利马尔多在男子個人重劍決賽以15-10力克挪威的皮亞社基奪得金牌，這是委內瑞拉自1968年墨西哥城奧運後事隔44年再度問鼎奧運金牌[53]。

### 第六日 (8月2日)
- 射箭：女子個人決賽，南韓的奇甫倍在加時賽以一分小勝墨西哥的阿依达，繼女團賽後再獲一金[54]。
- 乒乓球：男單決賽，中國的張繼科以局分4-1擊敗隊友王皓，斬獲金牌，而王皓則繼雅典奧運和北京奧運後再次於這決賽中失利，第三度取得銀牌[55]。
- 獨木舟：英國的蒂姆·贝利與艾蒂安·斯托特為東道主再添一金，他們在男子雙人C2激流回旋決賽以最快時間完成賽事，破碎斯洛伐克組合帕沃尔·霍赫朔尔纳/彼得·霍赫朔尔纳四度稱霸的美夢[56]。
- 單車：女子團體爭先賽資格賽，烏克蘭、荷蘭、英國和中國組合先後三度打破奧運紀錄並兩次刷新世界紀錄[57]。在決賽中，儘管中國組合首先到達終點，然而，由於中國犯規的關係，金牌由對手德國取得[58]。
- 體操：美國的贏得女子個人全能的金牌，她是奧運歷史上第一位奪得體操項目金牌的黑人運動員。
- 游泳：美國的索尼再有斬獲，她在女子200米蛙泳決賽以破世界紀錄的2分19秒59稱后。
- 游泳：克拉利在男子200米背泳力壓日本的入江陵介和同胞洛捷迪掄元，這是美國於本屆奧運中的第10面金牌。
- 游泳：荷蘭的在女子100米自由泳決賽首名完成賽事，贏得金牌，阻止了美國於本日奪得所有游泳比賽金牌的計劃。
- 劍擊：意大利在女子團體花劍決賽以45-31大勝俄羅斯摘下金牌。
- 籃球：美國隊於小組賽A組以156-73大比分狂勝尼日利亞隊。本場比賽美國隊創下三項奧運紀錄：全場攻入最多三分球（29個）、最大分差（83分）及單場最多得分（156分）。

### 第七日 (8月3日)
- 射箭：男子個人賽1/8決賽，南韓的林東賢爆冷不敵荷蘭的新科歐洲冠軍得主范德文出局。
- 划船：男子雙人單槳決賽，新西蘭的埃里克·默里/哈米什·邦德首先到達終點，贏得金牌。
- 射擊：白俄羅斯的谢尔盖·马蒂诺夫以705.5環奪金兼打破世界紀錄。
- 柔道：爭取衛冕的佟文於女子87公斤級以上半決賽被古巴的伊达里斯·奥尔蒂斯擊敗，只能爭取銅牌。
- 體操：男子崩床賽，上屆賽事的銀牌得主董棟以62.990的高分問鼎金牌，衛冕冠軍陸春龍則獲得一面銅牌[59]。
- 羽毛球：混雙決賽的金銀牌皆由中國取得，張楠和趙芸蕾以局數2-0戰勝徐晨和馬晉[60]。
- 網球：男單半決賽，瑞士費達拿苦戰4小時33分鐘後終以局數2-1反勝阿根廷的迪普祖，晉身決賽。
- 單車：英國在男子團體追逐賽決賽以破世界紀錄的3分51秒659封王，贏得他們於本屆奧運的第七面金牌。
- 單車：女子凱林賽決賽，英國的维多利亚·彭德尔顿最先完成賽事，為英國單車隊再添一金。銀牌由中國的郭爽取得，銅牌得主是香港的李慧詩[61]。
- 游泳：美國的菲比斯拿下他第二十面奧運會獎牌，他在男子100米蝶泳決賽以51秒21首先返回終點，再度折桂。
- 游泳：女子800米自由泳的金牌由美國的勒德基取得，衛冕冠軍兼世界紀錄保持者，英國的阿德林顿得銅牌。
- 足球：女足八強賽，日本2-0淘汰巴西，出線半決賽。
- 田徑：本屆奧運會首面的田徑金牌誕生，得主為波蘭的马耶夫斯基，他於男子鉛球賽以3厘米之差壓倒德國的斯托尔，衛冕成功[62]。
- 田徑：埃塞俄比亞的T·迪巴巴在女子10000米以30分20秒76的成績衛冕冠軍。

### 第八日 (8月4日)
- 划船：捷克的米罗斯拉娃·克纳普科娃在女子單人雙槳決賽首名到達終點，贏得金牌。
- 網球：女子單打決賽，剛於溫布頓公開賽折桂的美國球手莎蓮娜·威廉絲以兩局大捷擊敗俄羅斯的舒拉寶娃，完成金滿貫[63]。
- 射擊：女子飛碟多向賽，意大利的杰西卡·罗西擊中99發的新世界紀錄成績稱后。
- 體操：女子彈床決賽，衛冕冠軍，中國的何雯娜嚴重失手，僅以55.950分取得銅牌，金牌由加拿大的麦克琳南奪得。
- 足球：男子足球八強，巴西以3-2險勝洪都拉斯，晉身半決賽。
- 單車：東道主英國在這項目再有斬獲，她們在女子團體追逐賽決賽以3分14秒051完成賽事，這是英國在本屆奧運中第四面在單車項目中取得的金牌。
- 田徑：男子400米第一輪預賽，有「刀鋒戰士」之稱的南非殘障選手奧斯卡·皮斯托利斯以第二名完成比賽，取得晉身下一輪賽事的資格[64]。
- 田徑：男子20公里競步賽，中國的陳定以1小時18分46秒首先沖線，這是中國於是屆奧運中的第一面田徑項目獎牌[65]。
- 田徑：克羅地亞的佩尔科维奇在女子鐵餅決賽投出69米11的成績，為該國取得他們在本屆奧運中的第一金[66]。
- 田徑：女子100米決賽，牙買加跑手谢莉－安·佛瑞塞以10秒75衛冕冠軍[67]。
- 劍擊：中國女子團體重劍隊於決賽在落後的情況下反勝南韓，最終以39-25的比數替中國再增添一面金牌，這也是中國於本屆奧運中的第25面金牌[68]。
- 游泳：中國的孫楊在男子1500米自由泳決賽以14分31秒02首先完成賽事，並把自己之前所創立的世界紀錄推前3秒，繼男子400米自由泳後再贏得一面金牌[69]。
- 游泳：男子4x100米個人混合泳，美國隊以3分29秒35稱霸，菲比斯因此取得他於本屆奧運中的三面金牌。

### 第九日 (8月5日)
- 田徑：女子馬拉松賽，埃塞俄比亞的格拉娜以2小時23分07秒的成績力壓群芳，贏得金牌[70]。
- 網球：男單決賽，瑞士的費達拿爭取職業生涯「金滿貫」失敗，他以局數0-3敗於英國的梅利手中。
- 羽毛球：中國的林丹在男單決賽以局數2-1反勝馬來西亞的李宗偉，成為奧運會史上首位衛冕該賽事的球手[71]。
- 羽毛球：男子雙打決賽，中國的蔡贇/傅海峰組合以局數2-0擊敗丹麥的玛蒂亚斯·鲍伊/卡斯腾·摩根森，贏得金牌。由於中國之前已有男單、女單、女雙和混雙中成功加冕，加上這面金牌，中國一攬羽毛球項目中的所有五面金牌。
- 體操：單項賽事於本日展開，羅馬尼亞的伊兹巴萨在女子跳馬以15.191分稱后﹔鄒凱則在男子自由體操力壓新科男子全能金牌得主內村航平而奪得他生涯中的第五面奧運金牌﹔匈牙利人贝尔基在男子鞍馬以較出色的完成分壓過英國的史密夫封王。
- 單車：男子全能賽，丹麥的漢臣在最後一項賽事—1公里計時賽以1分2秒314完成，鎖定金牌。
- 田徑：男子100米決賽，牙買加的保特以破奧運紀錄的9秒64衛冕成功。

### 第十日 (8月6日)
- 射擊：南韓的秦鐘午在男子50米手槍決賽打出662.0環的成績掄元，繼之前的10米氣手槍攜金後，秦鐘午再在本屆賽事贏多一面金牌[72]。
- 體操：巴西的在吊環賽以0.1分之徵壓過中國的陳一冰，贏得巴西在本屆奧運的第二面金牌，陳一冰則因而衛冕失敗[73]。
- 體操：剛贏得女子全能金牌，美國的道格拉斯在女子高低杠失手，敬陪末座，俄羅斯的穆斯塔芬娜以16.133分的高分奪得該小項的金牌﹔衛冕冠軍何可欣取得銀牌[74]。
- 馬術：團體場地障礙賽，英國以最低罰分完成賽事，取得他們在本屆奧運會中的第17面金牌。
- 單車：男子個人競速賽決賽，英國的在三局兩勝的賽制中取得兩連勝擊敗法國的，染指金牌。
- 田徑：女子撑杆跳，世界紀錄保持者兼兩屆奧運冠軍，俄羅斯的伊辛巴耶娃稱霸失敗，她僅能以4米70完成賽事，取得銅牌﹔金牌則由美國的苏尔奪得，成績為4米80[75]。
- 田徑：男子400米決賽，中美洲國家格林納達的詹姆斯以43秒94贏得金牌，這也是該國自參與1984年洛杉磯奧運後的首面奧運獎牌[76]。
- 田徑：男子400米欄決賽，多明尼加的费利克斯·桑切斯以47秒63率先到達終點，摘下金牌，該賽事的另一大熱，波多黎各的库尔森失手，得銅牌[77]。

### 第十一日 (8月7日)
- 田徑：男子110米欄初賽，於北京奧運因傷退賽的雅典奧運冠軍劉翔在第一栏摔倒，未能完成賽事。
- 體操：中國的馮喆在雙杠以15.966分力壓德國的马塞尔贏得金牌。
- 體操：女子平衡木決賽，中國的鄧琳琳壓過隊友眭禄奪得中國體操隊在本屆奧運會中的第4面金牌。
- 體操：單杠決賽，荷蘭的佐德兰德做出高難度動作，最終以16.533分封王。
- 三項鐵人：男子組賽事，英國的阿利斯泰尔·布朗利以1小時46分25秒首先完成賽事，拿下金牌，其弟乔纳森·布朗利則取得銅牌。
- ：雙人賽決賽，俄羅斯組合伊什琴科/罗马什娜自初賽一先領先，最終以197.100分掄元，西班牙則後來居上，取得銀牌，銅牌由中國取得。
- 單車：澳洲的安娜·米尔斯在女子競速賽決賽擊敗英國的维多利亚·彭德尔，成為該小項的金牌得主。
- 帆船：塞浦路斯的帕夫洛斯·康蒂德斯在男子激光艇以20分完成賽事取得銀牌，這是該南歐國家自1980年首次參與奧運會後的第一面獎牌。
- 足球：男足半決賽，墨西哥以3-1淘汰日本，率先晉身決賽。
- 跳水：中國跳水隊囊括八金的夢碎，該國的何沖和秦凱不敵俄羅斯的伊爾雅·扎哈洛夫，僅能取得亞、季軍。
- 田徑：女子100米欄決賽，澳洲的萨莉·皮尔逊以12秒35的破奧運紀錄折桂。
- 田徑：男子鐵餅決賽，德國的罗伯特·哈丁在第五輪投出67米28的成績因而扭轉局勢，為德國取得本屆奧運會中的首面田徑金牌[78]。

### 第十二日 (8月8日)
- 摔跤：女子63公斤級決賽，日本名將伊调馨以6-0擊敗中國的景瑞雪，完成三連霸偉業[79]。
- 田徑：男子110米欄決賽，美國迎星阿里斯·梅里特以12秒92的成績率先沖線，拿下這小項的金牌。古巴的羅伯斯則因傷而未能完成賽事[80]。
- 田徑：男子標槍資格賽，去年世界田徑錦標賽三甲佐尔多、马丁内兹、村上幸史紛紛下馬，未能晉身決賽[81]。
- 田徑：女子200米決賽，美國的菲利克斯力壓在去屆奧運擊敗她的牙買加選手弗雷泽，報回北京奧運一敗之仇[82]。
- 跆拳道：女子49公斤級決賽，中國的吳靜鈺戰勝西班牙對手布里吉特，成功衛冕。

### 第十三日 (8月9日)
- 拳擊：英國的尼古拉·亚当斯在新增的女子51公斤級賽事中以16-7大勝中國的任灿灿，贏得奧運史上首面的女子拳擊金牌[83]。
- 跆拳道：男子68公斤級決賽，土耳其的塞尔韦特·塔泽居尔擊敗伊朗的穆罕默德·巴盖里，贏得金牌。
- 水球：女子組決賽，美國以8-5挫西班牙，問鼎冠軍。
- 足球：女足決賽，美國以2-1擊敗應屆世界杯冠軍日本，這是自96年奧運會女子足球被列入比賽項目後，美國第四度封后[84]。
- 田徑：本屆奧運會的首個田徑世界紀錄產生，肯亞的鲁迪沙在男子800米決賽中以以1分40秒91完成賽事，打破了他自己所保持的紀錄外，再為肯亞贏得一金[85]。同時，非洲國家博茨瓦納取得他們自參與奧運以來的第一面獎牌—銀牌。
- 田徑：剛奪得男子100米金牌的牙買加跑手保特再度折桂。他在200米決賽中以19秒32率先沖線，成為史上首位同時衛冕奧運男子100和200米的選手。此外，該賽事的銀牌和銅牌均由牙買加取得，為今屆奧運第一個項目的金銀銅牌由同一個國家包辦[86]。

### 第十三日 (8月10日)
- 田徑：美國在女子4×100米決賽以40秒82打破塵封27年的世界紀錄下掄元[87]。
- 花樣游泳：集體賽決賽，俄羅斯以接近滿分的197.030分折桂，連續四屆賽事問鼎冠軍[88]。
- 曲棍球：女子組決賽，荷蘭在下半場連進兩球，最終以2-0擊敗阿根廷，再奪金牌。

### 第十四日 (8月11日)
- 足球：男子組決賽，墨西哥爆冷2-1戰勝巴西，首奪足球金牌。
- 現代五項：捷克的达维德·斯沃博达在男子組賽事以5928分高據榜首，摘下金牌[89]。
- 排球：女子組決賽，巴西在首局大幅落後的情況下反勝3局，終以3-1力克美國，蟬聯冠軍。
- 手球：挪威女隊在決賽以26-23險勝黑山，贏得金牌。
- 籃球：美國女籃在決賽以34分之差大勝法國，連續五屆贏得冠軍[90]。
- 田徑：男子4x100米決賽，負責最後一棒的牙買加選手保特反超美國，並以破世界紀錄的36秒8率先沖線，拿下金牌。這是保特生涯中的第六面奧運金牌，也是牙買加田徑隊在本屆奧運會中的第四金。

### 閉幕式（8月12日）
- 籃球：男子組決賽，西班牙以7分之差不敵宿敵美國，無緣金牌。
- 現代五項：立陶宛的劳拉·阿萨道斯凯特在女子組賽事以5408分贏得本屆奧運會的最後一面金牌。

## 紀錄
以下是今屆倫敦奧運所創造的奧運紀錄及世界紀錄：

### 破世界紀錄
| 射箭比賽 | 射箭比賽                                                 | 射箭比賽             | 射箭比賽                   | 射箭比賽                      | 射箭比賽 |
| 日期     | 運動員                                                   | 國家或地區           | 小項                       | 新成績 / 舊紀錄               |          |
| -------- | -------------------------------------------------------- | -------------------- | -------------------------- | ----------------------------- | -------- |
| 7月27日  | 朴成贤                                                   | 韩国                 | 男子個人72環排名賽         | 699環 / 696環                 |          |
| 7月27日  | 林東賢，金法旼，吳真爀                                   | 韩国                 | 男子團體72環排名賽         | 2087環 / 2031環               |          |
| 田徑比賽 |                                                          |                      |                            |                               |          |
| 日期     | 運動員                                                   | 國家或地區           | 小項                       | 新成績 / 舊紀錄               |          |
| 8月9日   | 大衛·魯迪沙                                              |                      | 男子800米                  | 1分40秒91 / 1分41秒01         |          |
| 8月10日  | 蒂娜·麦迪逊 愛麗森·費利克斯 比安卡·奈特 卡美莉塔·基特    | 美国                 | 女子4x100米接力            | 40秒82 / 41秒37               |          |
| 8月11日  | Nesta Carter 弗拉特尔 比歷克 保特                        | 牙买加               | 男子4x100米接力            | 36秒84 / 37秒04               |          |
| 8月11日  | 叶连娜·拉什马诺娃                                        | 俄罗斯               | 女子20公里競走             | 1小時25分02秒 / 1小時25分08秒 |          |
| 游泳比賽 |                                                          |                      |                            |                               |          |
| 日期     | 運動員                                                   | 國家或地區           | 小項                       | 新成績 / 舊紀錄               |          |
| 7月29日  | 卡梅伦·范德伯格                                          | 南非                 | 男子100米蛙泳              | 58秒46 / 58秒58               |          |
| 7月29日  | 达娜·沃尔默                                              | 美国                 | 女子100米蝶泳              | 55秒98 / 56秒06               |          |
| 7月28日  | 叶诗文                                                   | 中国                 | 女子400米个人混合泳        | 4分28秒43 / 4分29秒45         |          |
| 8月1日   | 久爾陶·達尼埃爾                                          | 匈牙利               | 男子200米蛙泳              | 2分07秒28 / 2分07秒31         |          |
| 8月1日   | 丽贝卡·索尼                                              | 美国                 | 女子200米蛙泳              | 2分20秒00 / 2分20秒22         |          |
| 8月2日   | 丽贝卡·索尼                                              | 美国                 | 女子200米蛙泳              | 2分19秒59 / 2分20秒00         |          |
| 8月3日   | 蜜茜·富兰克林                                            | 美国                 | 女子200米背泳              | 2分04秒06 / 2分04秒81         |          |
| 8月4日   | 孙杨                                                     | 中国                 | 男子1500米自由泳           | 14分31秒02 / 14分34秒14       |          |
| 8月4日   | Missy Franklin Rebecca Soni Dana Vollmer Allison Schmitt | 美国                 | 女子 4 x 100米混合泳接力   | 3分52秒05 / 3分52秒19         |          |
| 舉重比賽 |                                                          |                      |                            |                               |          |
| 日期     | 運動員                                                   | 國家或地區           | 小項                       | 新成績 / 舊紀錄               |          |
| 7月29日  | 祖利菲娅·钦尚洛                                          |                      | 女子53公斤級（挺举）       | 131公斤 / 130公斤             |          |
| 7月30日  | 金恩国                                                   | 朝鲜                 | 男子62公斤級（總成績）     | 327公斤 / 326公斤             |          |
| 8月1日   | 吕小军                                                   | 中国                 | 男子77公斤級（抓举）       | 175公斤 / 174公斤             |          |
| 8月1日   | 吕小军                                                   | 中国                 | 男子77公斤級（總成績）     | 379公斤 / 378公斤             |          |
| 8月5日   | 周璐璐                                                   | 中国                 | 女子75公斤以上級（總成績） | 333公斤 / 328公斤             |          |
| 8月3日   | 塔季扬娜·卡希林娜                                        | 俄罗斯               | 女子75公斤以上級（抓举）   | 149公斤 / 148公斤             |          |
| 8月3日   | 塔季扬娜·卡希林娜                                        | 俄罗斯               | 女子75公斤以上級（抓举）   | 151公斤 / 149公斤             |          |
| 8月3日   | 塔季扬娜·卡希林娜                                        | 俄罗斯               | 女子75公斤以上級（總成績） | 332公斤 / 328公斤             |          |
| 8月4日   | Ilya Ilin                                                |                      | 男子94公斤級（總成績）     | 413公斤 / 412公斤             |          |
| 8月4日   | Ilya Ilin                                                | 418公斤 / 413公斤    | 男子94公斤級（總成績）     |                               |          |
| 8月4日   | Ilya Ilin                                                | 男子94公斤級（挺举） | 233公斤 / 232公斤          |                               |          |
| 單車比賽 |                                                          |                      |                            |                               |          |
| 日期     | 運動員                                                   | 國家或地區           | 小項                       | 新成績 / 舊紀錄               |          |
| 8月2日   | 菲利普·海因兹 Chris Hoy Jason Kenny                      | 英国                 | 男子團體爭先賽             | 42.747 / 42.914               |          |
| 8月2日   | 菲利普·海因兹 Chris Hoy Jason Kenny                      | 英国                 | 男子團體爭先賽             | 42.600 / 42.747               |          |
| 8月2日   | Ed Clancy Geraint Thomas 史蒂文·伯克 彼得·肯诺           | 英国                 | 男子團體追逐賽             | 3:52.499 / 3:53.295           |          |
| 8月2日   | Ed Clancy Geraint Thomas 史蒂文·伯克 彼得·肯诺           | 英国                 | 男子團體追逐賽             | 3:51.659 / 3:52.499           |          |
| 8月2日   | 宫金杰 郭爽                                              | 中国                 | 女子團體爭先賽             | 32.447 / 32.549               |          |
| 8月2日   | 宫金杰 郭爽                                              | 中国                 | 女子團體爭先賽             | 32.422 / 32.447               |          |
| 8月2日   | Victoria Pendleton Jessica Varnish                       | 英国                 | 女子團體爭先賽             | 32.526 / 32.549               |          |
| 8月3日   | Danielle King Laura Trott 乔安娜·劳斯尔                  | 英国                 | 女子團體追逐賽             | 3:15.699 / 3:15.720           |          |
| 8月4日   | Danielle King Laura Trott 乔安娜·劳斯尔                  | 英国                 | 女子團體追逐賽             | 3:14.682 / 3:15.699           |          |
| 8月4日   | Danielle King Laura Trott 乔安娜·劳斯尔                  | 英国                 | 女子團體追逐賽             | 3:14.051 / 3:14.682           |          |
| 射擊比賽 |                                                          |                      |                            |                               |          |
| 日期     | 運動員                                                   | 國家或地區           | 小項                       | 新成績 / 舊紀錄               |          |
| 8月3日   | Sergei Martynov                                          | 白俄罗斯             | 男子50米步枪卧射（決賽）   | 705.5環 / 704.8環             |          |
| 8月3日   | Alexei Klimov                                            | 俄罗斯               | 男子25米手枪速射（資格賽） | 592環 / 591環                 |          |
| 8月4日   | Jessica Rossi                                            | 意大利               | 女子飞碟多向（資格賽）     | 75分 / 74分                   |          |
| 8月4日   | Jessica Rossi                                            | 意大利               | 女子飞碟多向（決賽）       | 99分 / 96分                   |          |

### 破奧運紀錄
| 射箭比賽 | 射箭比賽                                                       | 射箭比賽             | 射箭比賽                   | 射箭比賽                      | 射箭比賽 |
| 日期     | 運動員                                                         | 國家或地區           | 小項                       | 新成績 / 舊紀錄               |          |
| -------- | -------------------------------------------------------------- | -------------------- | -------------------------- | ----------------------------- | -------- |
| 7月27日  | 林東賢，金法旼，吳真爀                                         | 韩国                 | 男子團體72環排名賽         | 2087環 / 2069環               |          |
| 田徑比賽 |                                                                |                      |                            |                               |          |
| 日期     | 運動員                                                         | 國家或地區           | 小項                       | 新成績 / 舊紀錄               |          |
| 8月4日   | 陈定                                                           | 中国                 | 男子20公里競走             | 1小時18分46 / 1小時18分59     |          |
| 8月5日   | 保特                                                           | 牙买加               | 男子100米                  | 9秒63 / 9秒69                 |          |
| 8月5日   | 蒂基·格拉納                                                    | 埃塞俄比亚           | 女子馬拉松                 | 2小時23分07秒 / 2小時23分14秒 |          |
| 8月7日   | 萨莉·皮尔逊                                                    |                      | 女子100米跨欄              | 12秒35 / 12秒37               |          |
| 8月9日   | 大衛·魯迪沙                                                    |                      | 男子800米                  | 1分40秒91 / 1分42秒58         |          |
| 8月10日  | 缇亚娜·麦迪逊 愛麗森·費利克斯 比安卡·奈特 卡美莉塔·基特        | 美国                 | 女子4x100米接力            | 40秒82 / 41秒60               |          |
| 8月10日  | 雷諾·拉維涅                                                    | 法国                 | 男子撐竿跳高               | 5.97米 / 5.96米               |          |
| 8月11日  | 谢尔盖·科尔德亚普金                                            | 俄罗斯               | 男子50公里競走             | 3小時35分59 / 3小時37分09     |          |
| 8月11日  | 塔特雅娜·李森科                                                | 俄罗斯               | 女子鏈球                   | 78.18米 / 76.34米             |          |
| 8月11日  | 伊琳娜．拉什曼諾娃                                             | 俄罗斯               | 女子20公里競走             | 1小時25分02秒 / 1小時26分31秒 |          |
| 8月11日  | Nesta Carter 弗拉特尔 比歷克 保特                              | 牙买加               | 男子4x100米接力            | 36秒84 / 37秒10               |          |
| 游泳比賽 |                                                                |                      |                            |                               |          |
| 日期     | 運動員                                                         | 國家或地區           | 小項                       | 新成績 / 舊紀錄               |          |
| 7月28日  | 孙杨                                                           | 中国                 | 男子400米自由泳            | 3分40秒14 / 3分40秒59         |          |
| 7月28日  | 卡梅伦·范德伯格                                                | 南非                 | 男子100米蛙泳              | 58秒83 / 58秒91               |          |
| 7月29日  | 卡梅伦·范德伯格                                                | 南非                 | 男子100米蛙泳              | 58秒46 / 58秒83               |          |
| 7月28日  | 达娜·沃尔默                                                    | 美国                 | 女子100米蝶泳              | 56秒25 / 56秒61               |          |
| 7月29日  | 达娜·沃尔默                                                    | 美国                 | 女子100米蝶泳              | 55秒98 / 56秒25               |          |
| 7月28日  | 叶诗文                                                         | 中国                 | 女子400米个人混合泳        | 4分28秒43 / 4分29秒45         |          |
| 7月28日  | Alicia Coutts Cate Campbell Brittany Elmslie Melanie Schlanger |                      | 女子4x100米自由泳接力      | 3分33秒15 / 3分33秒76         |          |
| 7月29日  | 卡蜜爾·莫法特                                                  | 法国                 | 女子400米自由泳            | 4分01秒45 / 4分02秒19         |          |
| 7月29日  | 埃米莉·西博姆                                                  |                      | 女子100米背泳              | 58秒23 / 58秒77               |          |
| 7月30日  | 马特·格雷弗斯                                                  | 美国                 | 男子100米背泳              | 52秒16 / 52秒54               |          |
| 7月30日  | 叶诗文                                                         | 中国                 | 女子200米个人混合泳        | 2分08秒39 / 2分08秒45         |          |
| 7月31日  | 叶诗文                                                         | 中国                 | 女子200米个人混合泳        | 2分07秒57 / 2分08秒39         |          |
| 7月31日  | 艾莉森·施米特                                                  | 美国                 | 女子200米自由泳            | 1分53秒61 / 1分54秒84         |          |
| 8月1日   | 久爾陶·達尼埃爾                                                | 匈牙利               | 男子200米蛙泳              | 2分07秒28 / 2分07秒64         |          |
| 8月1日   | 拉诺米·克罗莫维焦约                                            | 荷兰                 | 女子100米自由泳            | 53秒05 / 53秒12               |          |
| 8月2日   | 拉诺米·克罗莫维焦约                                            | 荷兰                 | 女子100米自由泳            | 53秒00 / 53秒05               |          |
| 8月1日   | 焦刘洋                                                         | 中国                 | 女子200米蝶泳              | 2分04秒06 / 2分04秒18         |          |
| 8月1日   | 丽贝卡·索尼                                                    | 美国                 | 女子200米蛙泳              | 2分20秒00 / 2分20秒22         |          |
| 8月2日   | 丽贝卡·索尼                                                    | 美国                 | 女子200米蛙泳              | 2分19秒59 / 2分20秒00         |          |
| 8月1日   | 蜜茜·富兰克林 达娜·沃尔默 香农·弗里兰 艾莉森·施米特            | 美国                 | 女子 4 x 200米自由泳接力   | 7分42秒92 / 7分44秒31         |          |
| 8月2日   | 泰勒·克萊里                                                    | 美国                 | 男子200米背泳              | 1分53秒41 / 1分53秒94         |          |
| 8月3日   | 蜜茜·富兰克林                                                  | 美国                 | 女子200米背泳              | 2分04秒06 / 2分05秒24         |          |
| 8月4日   | 孙杨                                                           | 中国                 | 男子1500米自由泳           | 14分31秒02 / 14分38秒92       |          |
| 8月4日   | 拉诺米·克罗莫维焦约                                            | 荷兰                 | 女子50米自由泳             | 24秒05 / 24秒06               |          |
| 8月4日   | Missy Franklin Rebecca Soni Dana Vollmer Allison Schmitt       | 美国                 | 女子 4 x 100米混合泳接力   | 3分52秒05 / 3分52秒69         |          |
| 射擊比賽 |                                                                |                      |                            |                               |          |
| 日期     | 運動員                                                         | 國家或地區           | 小項                       | 新成績 / 舊紀錄               |          |
| 7月29日  | 金伯莉·罗德                                                    | 美国                 | 女子飞碟双向（預賽）       | 74分 / 72分                   |          |
| 7月29日  | 金伯莉·罗德                                                    | 美国                 | 女子飞碟双向（決賽）       | 99分 / 93分                   |          |
| 8月3日   | Sergei Martynov                                                | 白俄罗斯             | 男子50米步枪卧射           | 705.5環 / 704.8環             |          |
| 8月3日   | Alexei Klimov                                                  | 俄罗斯               | 男子25米手枪速射（資格賽） | 592環 / 583環                 |          |
| 8月4日   | Jamie Lynn Gray                                                | 美国                 | 女子50米步槍三姿（資格賽） | 592環 / 589環                 |          |
| 8月4日   | Jamie Lynn Gray                                                | 美国                 | 女子50米步槍三姿（決賽）   | 691.9環 / 690.3環             |          |
| 8月4日   | Jessica Rossi                                                  | 意大利               | 女子飞碟多向（資格賽）     | 75分 / 71分                   |          |
| 8月4日   | Jessica Rossi                                                  | 意大利               | 女子飞碟多向（決賽）       | 99分 / 91分                   |          |
| 8月6日   | Niccolò Campriani                                              | 意大利               | 男子50米步槍三姿（資格賽） | 1180環 / 1177環               |          |
| 8月6日   | Niccolò Campriani                                              | 意大利               | 男子50米步槍三姿（決賽）   | 1278.5環 / 1275.1環           |          |
| 8月6日   | Michael Diamond                                                |                      | 男子飞碟多向（資格賽）     | 125分 / 124分                 |          |
| 舉重比賽 |                                                                |                      |                            |                               |          |
| 日期     | 運動員                                                         | 國家或地區           | 小項                       | 新成績 / 舊紀錄               |          |
| 7月29日  | 嚴潤哲                                                         | 朝鲜                 | 男子56公斤級（挺举）       | 168公斤 / 167公斤             |          |
| 7月29日  | 祖利菲娅·钦尚洛                                                |                      | 女子53公斤級（總成績）     | 226公斤 / 225公斤             |          |
| 7月29日  | 祖利菲娅·钦尚洛                                                | 女子53公斤級（挺举） | 131公斤 / 126公斤          |                               |          |
| 7月30日  | 金恩国                                                         | 朝鲜                 | 男子62公斤級（總成績）     | 327公斤 / 325公斤             |          |
| 7月30日  | 金恩国                                                         | 朝鲜                 | 男子62公斤級（抓举）       | 153公斤 / 152公斤             |          |
| 7月30日  | Óscar Figueroa                                                 | 哥伦比亚             | 男子62公斤級（挺举）       | 177公斤 / 176公斤             |          |
| 7月30日  | 李雪英                                                         | 中国                 | 女子58公斤級（總成績）     | 108公斤 / 107公斤             |          |
| 7月30日  | 李雪英                                                         | 中国                 | 女子58公斤級（抓举）       | 246公斤 / 244公斤             |          |
| 7月31日  | 迈娅·马内扎                                                    |                      | 女子63公斤級（總成績）     | 245公斤 / 242公斤             |          |
| 8月1日   | 吕小军                                                         | 中国                 | 男子77公斤級（抓举）       | 175公斤 / 172公斤             |          |
| 8月1日   | 吕小军                                                         | 中国                 | 男子77公斤級（總成績）     | 379公斤 / 375公斤             |          |
| 8月3日   | Natalia Zabolotnaya                                            | 俄罗斯               | 女子75公斤級（抓举）       | 131公斤 / 128公斤             |          |
| 8月3日   | Natalia Zabolotnaya                                            | 俄罗斯               | 女子75公斤級（總成績）     | 291公斤 / 282公斤             |          |
| 8月3日   | Svetlana Podobedova                                            |                      | 女子75公斤級（挺举）       | 161公斤 / 154公斤             |          |
| 8月5日   | 周璐璐                                                         | 中国                 | 女子75公斤以上級（挺举）   | 187公斤 / 186公斤             |          |
| 8月5日   | 周璐璐                                                         | 中国                 | 女子75公斤以上級（總成績） | 333公斤 / 326公斤             |          |
| 8月3日   | 塔季扬娜·卡希林娜                                              | 俄罗斯               | 女子75公斤以上級（抓举）   | 144公斤 / 140公斤             |          |
| 8月3日   | 塔季扬娜·卡希林娜                                              | 俄罗斯               | 女子75公斤以上級（抓举）   | 149公斤 / 144公斤             |          |
| 8月3日   | 塔季扬娜·卡希林娜                                              | 俄罗斯               | 女子75公斤以上級（抓举）   | 151公斤 / 149公斤             |          |
| 8月4日   | Ilya Ilin                                                      |                      | 男子94公斤級（挺举）       | 228公斤 / 226公斤             |          |
| 單車比賽 |                                                                |                      |                            |                               |          |
| 日期     | 運動員                                                         | 國家或地區           | 小項                       | 新成績 / 舊紀錄               |          |
| 8月2日   | Sergei Borisov 丹尼斯·德米特里耶夫 Sergey Kocherov             | 俄罗斯               | 男子團體爭先賽             | 43.681 / 沒有                 |          |
| 8月2日   | 格雷戈里·博热 米夏埃尔·德阿尔梅达 Kévin Sireau                 | 法国                 | 男子團體爭先賽             | 43.097/ 43.681                |          |
| 8月2日   | 格雷戈里·博热 米夏埃尔·德阿尔梅达 Kévin Sireau                 | 法国                 | 男子團體爭先賽             | 42.991 / 43.065               |          |
| 8月2日   | 菲利普·海因兹 Chris Hoy Jason Kenny                            | 英国                 | 男子團體爭先賽             | 43.065 / 43.097               |          |
| 8月2日   | 菲利普·海因兹 Chris Hoy Jason Kenny                            | 英国                 | 男子團體爭先賽             | 42.747 / 42.991               |          |
| 8月2日   | 菲利普·海因兹 Chris Hoy Jason Kenny                            | 英国                 | 男子團體爭先賽             | 42.600 / 42.747               |          |
| 8月2日   | Ed Clancy Geraint Thomas Steven Burke Peter Kennaugh           | 英国                 | 男子團體追逐賽             | 3:52.499 / 3:53.314           |          |
| 8月2日   | Ed Clancy Geraint Thomas Steven Burke Peter Kennaugh           | 英国                 | 男子團體追逐賽             | 3:51.659 / 3:52.499           |          |
| 8月2日   | 宫金杰 郭爽                                                    | 中国                 | 女子團體爭先賽             | 3:52.499 / 3:53.314           |          |
| 8月2日   | 宫金杰 郭爽                                                    | 中国                 | 女子團體爭先賽             | 3:51.659 / 3:52.499           |          |
| 8月4日   | Jason Kenny                                                    | 英国                 | 男子竞速赛（资格赛）       | 9秒713 / 9秒815               |          |
| 8月5日   | 維多利亞·彭德爾頓                                              | 英国                 | 女子竞速赛（资格赛）       | 10秒724 / 10秒963             |          |